# Championnat du Luxembourg de football 2016-2017
Navigation
Saison précédente Saison suivante
La saison 2016-2017 de Division nationale est la cent-troisième édition de la première division luxembourgeoise. Les quatorze clubs participants au championnat sont confrontés à deux reprises aux treize autres. En fin de saison, les deux derniers du classement sont relégués et remplacés par les deux premiers de deuxième division. Un barrage de promotion-relégation oppose le 12e de Division Nationale au 3e de Division d'Honneur.
C'est le F91 Dudelange qui remporte à nouveau le championnat cette saison après avoir terminé en tête du classement final, ne devançant le deuxième au classement, le Differdange 03 qu'à la différence de buts.

## Les 14 clubs participants
| Club                         | Stade                        | Capacité | Ville             |
| ---------------------------- | ---------------------------- | -------- | ----------------- |
| UNA Strassen                 | Complexe Sportif Jean Wirtz  | 2 000    | Strassen          |
| F91 Dudelange                | Stade Jos Nosbaum            | 4 650    | Dudelange         |
| AS Jeunesse d'Esch           | Stade de la Frontière        | 5 400    | Esch-sur-Alzette  |
| RM Hamm Benfica              | Stade du Cents               | 2 800    | Luxembourg        |
| Jeunesse Canach Promu de D2  | Stade Rue de Lenningen       | 1 000    | Canach            |
| UN Käerjéng 97 promu de D2   | um Beschel                   | 1 000    | Bascharage        |
| Victoria Rosport             | VictoriArena                 | 2 500    | Rosport           |
| Football Club Differdange 03 | Stade du Thillenberg         | 6 000    | Differdange       |
| CS Fola Esch                 | Stade Émile-Mayrisch         | 3 900    | Esch-sur-Alzette  |
| UT Pétange promu de D2       | Stade municipal de Pétange   | 2 400    | Pétange           |
| FC Progrès Niederkorn        | Stade Jos Haupert            | 2 800    | Differdange       |
| Racing FC Union Luxembourg   | Stade Achille-Hammerel       | 5 900    | Luxembourg        |
| US Mondorf-les-Bains         | Stade John Grün              | 3 600    | Mondorf-les-Bains |
| US Rumelange                 | Stade municipal de Rumelange | 3 000    | Rumelange         |

## Compétition

### Classement
Le classement est établi sur le barème de points classique (victoire à 3 points, match nul à 1, défaite à 0).
Pour départager les égalités, on tient d'abord compte de la différence de buts générale, puis du nombre de buts marqués, puis des confrontations directes et enfin si la qualification ou la relégation est en jeu, les deux équipes jouent une rencontre d'appui sur terrain neutre.
| Rang | Équipe               | Pts | J  | G  | N | P  | Bp | Bc | Diff |
| ---- | -------------------- | --- | -- | -- | - | -- | -- | -- | ---- |
| 1    | F91 Dudelange T C    | 65  | 26 | 20 | 5 | 1  | 68 | 14 | +54  |
| 2    | Differdange 03       | 65  | 26 | 20 | 5 | 1  | 65 | 21 | +44  |
| 3    | Fola Esch            | 56  | 26 | 16 | 8 | 2  | 69 | 34 | +35  |
| 4    | Progrès Niederkorn   | 44  | 26 | 13 | 5 | 8  | 57 | 38 | +19  |
| 5    | UNA Strassen         | 37  | 26 | 11 | 4 | 11 | 39 | 47 | -8   |
| 6    | UT Pétange P         | 35  | 26 | 10 | 5 | 11 | 38 | 33 | +5   |
| 7    | US Mondorf-les-Bains | 30  | 26 | 9  | 3 | 14 | 29 | 45 | -16  |
| 8    | Jeunesse d'Esch      | 29  | 26 | 7  | 8 | 11 | 38 | 48 | -10  |
| 9    | Victoria Rosport     | 28  | 26 | 8  | 4 | 14 | 38 | 54 | -16  |
| 10   | Racing Luxembourg    | 27  | 26 | 8  | 3 | 15 | 38 | 52 | -14  |
| 11   | RM Hamm Benfica      | 26  | 26 | 7  | 5 | 14 | 29 | 47 | -18  |
| 12   | Jeunesse Canach P    | 23  | 26 | 5  | 8 | 13 | 30 | 54 | -24  |
| 13   | US Rumelange         | 23  | 26 | 5  | 8 | 13 | 29 | 53 | -24  |
| 14   | UN Käerjéng 97 P     | 22  | 26 | 7  | 1 | 18 | 37 | 63 | -26  |

| Légende : Qualifications et relégations | Légende : Qualifications et relégations                                                      |
| --------------------------------------- | -------------------------------------------------------------------------------------------- |
|                                         | Ligue des champions 2017-2018 (2e tour de qualification)                                     |
|                                         | Ligue Europa 2017-2018 (1er tour de qualification)                                           |
|                                         | Qualification pour le barrage de relégation en Promotion d'honneur                           |
|                                         | Relégation en Promotion d'honneur                                                            |
|                                         | T : Tenant du titre 2015-2016 P : Promu en 2016-2017 C : Vainqueur de la Coupe du Luxembourg |

### Barrage
Le club ayant terminé 12e de Division Nationale joue sa place parmi l'élite face au 3e de Promotion d'Honneur, lors d'un match disputé sur terrain neutre.
| Équipe 1        | Résultat             | Équipe 2        |
| --------------- | -------------------- | --------------- |
| Jeunesse Canach | 2 - 2 (2 - 4 t.a.b.) | (D2) US Hostert |

- L'US Hostert prend la place du FC Jeunesse Canach en Division Nationale.

## Bilan de la saison
| Championnat du Luxembourg de football 2016-2017 |                           |
| Champion                                        | F91 Dudelange (13e titre) |
| Coupes et trophées                              |                           |
| Vainqueur de la Coupe du Luxembourg 2016-2017   | F91 Dudelange             |
| Qualifications continentales                    |                           |
| Ligue des champions de l'UEFA 2017-2018         | F91 Dudelange             |
| Ligue Europa 2017-2018                          | FC Differdange 03         |
| Ligue Europa 2017-2018                          | CS Fola Esch              |
| Ligue Europa 2017-2018                          | Progrès Niederkorn        |
| Promotions et relégations                       |                           |
| Promus en Division nationale                    | US Esch-sur-Alzette       |
| Promus en Division nationale                    | FC Rodange 91             |
| Promus en Division nationale                    | Union sportive Hostert    |
| Relégués en Promotion d'honneur                 | Jeunesse Canach           |
| Relégués en Promotion d'honneur                 | US Rumelange              |
| Relégués en Promotion d'honneur                 | UN Käerjéng 97            |